# الله رحيم (شلال ودشتغل)
الله رحيم (بالفارسية: الله‌رحیم) هي منطقة سكنية تقع في إيران في قسم شلال ودشتغل الريفي. يقدر عدد سكانها بـ 86 نسمة بحسب إحصاء 2016.